# Barnard Regio
Barnard Regio je područje na Jupiterovom mjesecu Ganimedu.
Nalazi se na koordinatama 10,7° jug i 19° zapad. Promjera je 3200 km. Ime nosi u čast američkom astronomu Edwardu Emersonu Barnardu.